# Фосфид лютеция
Фосфид лютеция — бинарное неорганическое соединение
лютеция и фосфора с формулой LuP,
тёмные кристаллы,
не растворяется в воде.

## Получение
- Нагревание порошкообразных лютеция и красного фосфора в инертной атмосфере или вакууме:

{\displaystyle {\mathsf {Lu+P\ {\xrightarrow {500-1000^{o}C}}\ LuP}}}

## Физические свойства
Фосфид лютеция образует тёмные кристаллы
кубической сингонии,
пространственная группа F m3m,
параметры ячейки a = 0,5533 нм, Z = 4.
Устойчивые на воздухе,
не растворяется в воде и активно реагирует с азотной кислотой.